# Radix
Radix (лат.) — род пресноводных лёгочных улиток из семейства Lymnaeidae (отряд Pulmonata). Представители рода широко распространены в Северной Евразии, Африке и частично в Азии, обитают в стоячих и медленнотекущих водоёмах. Некоторые виды рода Radix имеют ветеринарное и медицинское значение как промежуточные хозяева паразитических трематод, включая возбудителей фасциолёза.

## Морфология
Улитки рода Radix обладают сравнительно тонкой, от умеренно до сильно вытянутой раковиной с большим устьем. Верхушка раковины обычно слабо выражена. Количество оборотов варьирует от 4 до 6. Цвет — от желтовато-коричневого до бурого. Морфологическая изменчивость у многих видов высокая, что затрудняет идентификацию по внешним признакам.
Мантия относительно узкая, часто с тёмными пятнами. Голова и щупальца вытянутые, слабо пигментированы. Дыхание осуществляется через лёгкое, расположенное в мантийной полости; пневмостом открывается на правой стороне тела.

## Распространение и среда обитания
Виды рода Radix распространены в пресных водоёмах Палеарктики, включая Европу, Сибирь и частично Азию, а также в Африке. Предпочитают стоячие и медленнотекущие водоёмы — озёра, пруды, каналы, болота, заливные луга. Часто обитают на мелководье среди водной растительности. Способны переносить пересыхание водоёмов, зарываясь в ил. Некоторые виды устойчивы к эвтрофикации и загрязнению, что делает их потенциальными биоиндикаторами состояния пресноводных экосистем.

## Значение и паразитология
Род Radix является промежуточным хозяином паразитических трематод, в том числе:
- Fasciola hepatica — печёночная двуустка,
- Fasciola gigantica,
- Trichobilharzia spp. — возбудители церкарного дерматита («зуд купальщика»).[7]

В цикле развития Fasciola hepatica и F. gigantica улитки рода Radix служат первым промежуточным хозяином, в теле которых развиваются спороцисты, редии и церкарии, выходящие в воду и инфицирующие окончательных хозяев (чаще всего копытных и человека).

## Виды
Современные молекулярные исследования выделяют следующие виды в роде Radix:
- Radix auricularia (Linnaeus, 1758) — типовой вид рода;
- Radix balthica (Linnaeus, 1758);
- Radix labiata (Rossmässler, 1835);
- Radix lagotis (Schrank, 1803);
- Radix natalensis (Krauss, 1848);
- Radix rubiginosa (Michelin, 1831);
- Radix peregra (O. F. Müller, 1774) — иногда синоним R. balthica.

Из-за высокой морфологической пластичности и криптичности границы между видами часто спорны.

## Систематика и филогения
Род Radix был выделен Пьером Монтфором в 1810 году. Современные филогенетические данные (маркеры COI, 16S, ITS2 и др.) подтверждают монофилию рода и сложную внутривидовую структуру, что требует дальнейших исследований. Род входит в семейство Lymnaeidae вместе с родами Lymnaea, Stagnicola, Galba.